# Shinkansen Seria 200

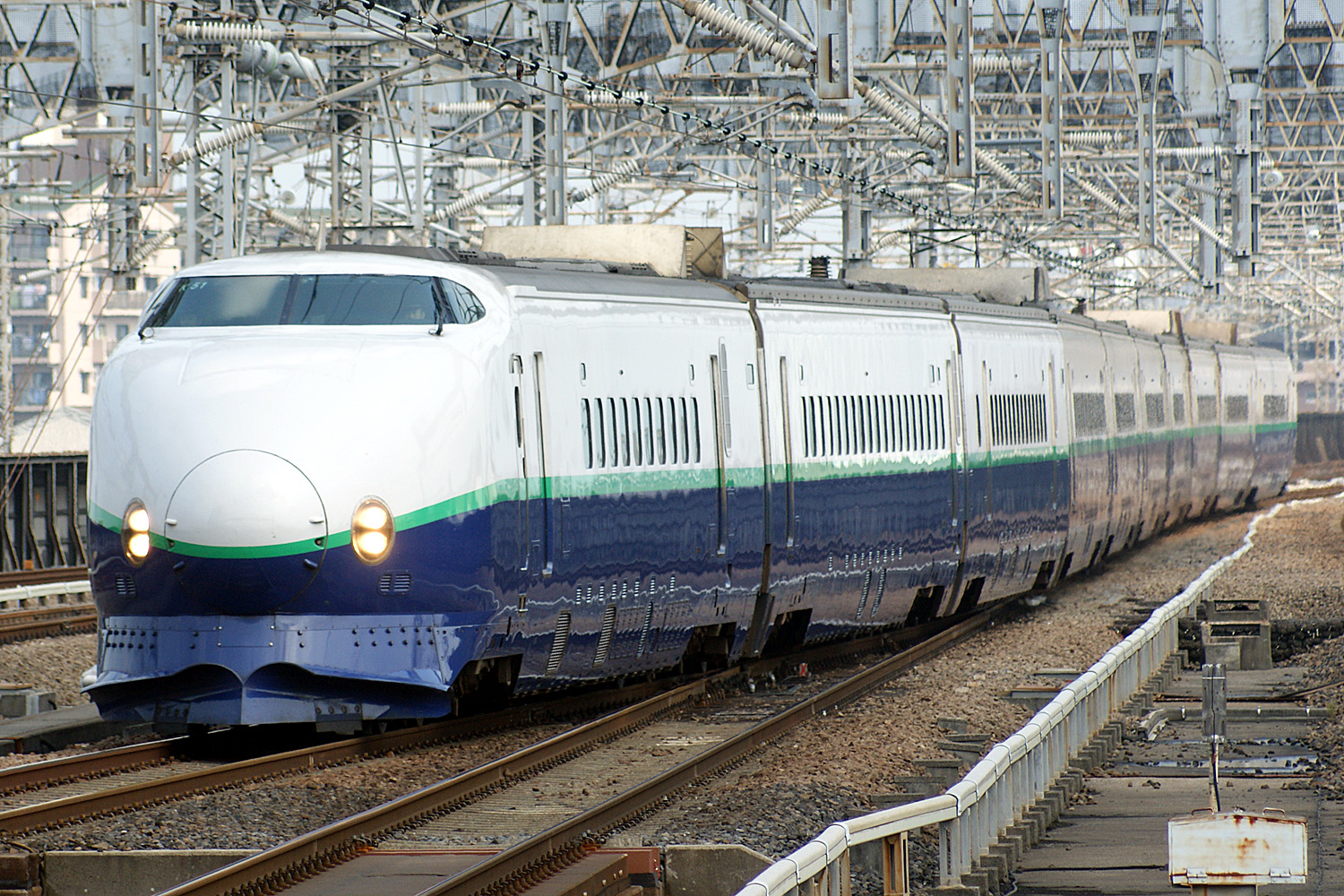
Shinkansen Seria 200

Shinkansen Seria 200 sunt garnituri de tren care rulează pe rețeaua de mare viteză japoneză Shinkansen. Trenul atinge viteze de 240 km/h.